# UNICEF Open 2010
Die UNICEF Open 2010 waren ein Tennisturnier der WTA Tour 2010 für Damen und ein Tennisturnier der ATP World Tour 2010 für Herren in Rosmalen in der Gemeinde ’s-Hertogenbosch und fanden zeitgleich vom 13. bis 19. Juni 2010 statt.
Titelverteidiger im Einzel war Benjamin Becker bei den Herren sowie Tamarine Tanasugarn bei den Damen. Im Herrendoppel war die Paarung Wesley Moodie und Dick Norman, im Damendoppel die Paarung Sara Errani und Flavia Pennetta Titelverteidiger.

## Herrenturnier
→ Hauptartikel: UNICEF Open 2010/Herren
→ Qualifikation: UNICEF Open 2010/Herren/Qualifikation

## Damenturnier
→ Hauptartikel: UNICEF Open 2010/Damen
→ Qualifikation: UNICEF Open 2010/Damen/Qualifikation